# Campeonato Europeo de Judo por Equipo Mixto
El Campeonato Europeo de Judo por Equipo Mixto es un torneo de judo a nivel europeo que disputan equipos mixtos. Es organizado anualmente desde 2018 por la Unión Europea de Judo (EJU).

## Ediciones
| Núm. | Año  | Sede                     | Medalla de oro                                | Medalla de plata                              | Medalla de bronce                             |
| ---- | ---- | ------------------------ | --------------------------------------------- | --------------------------------------------- | --------------------------------------------- |
| I    | 2018 | Ekaterimburgo · ( Rusia) | Alemania                                      | Países Bajos                                  | Rusia · Ucrania                               |
| –    | 2019 | –                        | No realizado por los Juegos Europeos          | No realizado por los Juegos Europeos          | No realizado por los Juegos Europeos          |
| –    | 2020 | –                        | No realizado debido a la pandemia de COVID-19 | No realizado debido a la pandemia de COVID-19 | No realizado debido a la pandemia de COVID-19 |
| II   | 2021 | Ufá · ( Rusia)           | Georgia                                       | Países Bajos                                  | Rusia · Turquía                               |
| III  | 2022 | Mulhouse ( Francia)      | Francia                                       | Países Bajos                                  | Alemania · Turquía                            |
| –    | 2023 | –                        | No realizado por los Juegos Europeos          | No realizado por los Juegos Europeos          | No realizado por los Juegos Europeos          |

## Medallero histórico
- Hasta Mulhouse 2022.

| Núm. | País         | Oro | Plata | Bronce | Total |
| ---- | ------------ | --- | ----- | ------ | ----- |
| 1    | Alemania     | 1   | 0     | 1      | 2     |
| 2    | Francia      | 1   | 0     | 0      | 1     |
| 2    | Georgia      | 1   | 0     | 0      | 1     |
| 4    | Países Bajos | 0   | 3     | 0      | 3     |
| 5    | Rusia        | 0   | 0     | 2      | 2     |
| 5    | Turquía      | 0   | 0     | 2      | 2     |
| 7    | Ucrania      | 0   | 0     | 1      | 1     |
|      | TOTAL        | 3   | 3     | 6      | 12    |